# Krummenau
Krummenau  là một xã thuộc huyện Birkenfeld, bang Rheinland-Pfalz, Đức. Xã này có diện tích 4,32 km².